# حسين العيسى (لاعب كرة قدم مواليد 2000)
حسين أحمد العيسى (مواليد 29 ديسمبر 2000) هو لاعب كرة قدم سعودي يلعب في نادي الوحدة.

## مسيرة اللاعب
لعب سابقاً في نادي العدالة و انتقل إلى نادي الوحدة في عام 2020 و أعير إلى نادي الباطن في عام 2021.

## روابط خارجية
- حسين العيسى على موقع قاعدة بيانات كرة القدم.إي يو (الإنجليزية)
- حسين العيسى على موقع Soccerway.com (الإنجليزية)
- حسين العيسى على موقع كووورة